# Музеї Івано-Франківської області

## Івано-Франківськ
| Назва | Місцезнаходження | Короткий опис | Зображення |
| --- | --- | --- | ---------- |
| Івано-Франківський обласний художній музей                                                                       | Адміністрація — вул. Низова, 2; постійно діюча експозиція «Сакральне мистецтво Галичини XV—XX століть» — майдан Шептицького, 8; фонди — вул. Галицька, 41 | Музей є науковим культурно-просвітнім закладом, який збирає, вивчає та популяризує твори образотворчого, декоративно-ужиткового і народного мистецтва. Загальна кількість творів музейної колекції становить понад 12 тисяч одиниць. |            |
| Івано-Франківський історико-меморіальний музей Олекси Довбуша                                                    | вул. Гетьмана Мазепи, 1 | Експозиція побудована на матеріалах з приватної колекції Володимира Васильовича Грабовецького, який біля сорока п‘яти років збирав матеріали, які були пов'язані з життям і діяльностю Олекси Довбуша. |            |
| Музей визвольної боротьби імені Степана Бандери                                                                  | вул. М. Тарнавського, 22 | У музеї представлені документальні, речові матеріали, що охоплюють період від XI до XX століть і правдиво висвітлюють події визвольної боротьби жителів Прикарпатського краю за незалежність України. |            |
| Івано-Франківський краєзнавчий музей                                                                             | вул. Галицька, 4-А | Музейні фонди налічували 15500 одиниць збереження, куди ввійшли збірки Покутського музею, музею Гуцульщини в Жаб'є та окремі приватні колекції. Працюють експозиційні відділи: природи; історії; народного мистецтва; археології. |            |
| Музей родинних професій                                                                                          | вул. Київська, 6а | У музеї представлені сотні інструментів, пристроїв, механізмів апаратів, численні атрибути багатьох професій та предмети побуту. Автор ідеї і власник численних експонатів Заслужений журналіст України Роман Фабрика. |            |
| Наукове містечко "Нова енергія"                                                                                  | вул. Карпатська, 15 | Інтерактивний музей, де кожен може познайомитись із науковими досягненнями, розробками та новітніми технологіями у сфері енергетики, відновних джерел енергії (енергія сонця, води, вітру тощо), фізики. Головний вектор навчань та тренінгів – це роль енергії та енергоресурсів у житті людини. |            |
| Народний музей освіти Прикарпаття                                                                                | вул. Мазепи, 10 | Створений у 1980 році при Івано-Франківському державному педагогічному інституті імені Василя Стефаника. Сотні експонатів, розміщених на експозиційній площі у 200 м², показують шлях розвитку національної освіти в регіоні з часів Київської Русі до сьогодення. |            |
| Музей побуту та етнографії Західного регіону                                                                     | вул. Тролейбусна, 7 | Основний профіль музею: краєзнавчий. В музеї діють експозиції з побуту та етнографії; культури та освіти. Фонди музею налічують понад 160 експонатів. |            |
| Літературний музей Прикарпаття                                                                                   | вул. Б. Лепкого, 27 | Заснований в 1986 році. Основні напрями діяльності: вивчення літературного краєзнавства і популяризація його серед відвідувачів музею. Налічує 40 тисяч експонатів. |            |
| Корпоративний музей ВАТ «Прикарпаттяобленерго» Музей електрифікації Прикарпаття                                  | вул. Індустріальна, 34 | Музей створено з метою дослідження історії підприємства, збереження цінних експонатів. Експозиція поділяється на дві тематичні частини. Одна частина, оформлена у стилі ретро, розкриває історію поширення електроенергії на Прикарпатті. Інша, виконана у новітньому стилі — розповідає про сучасні досягнення підприємства. У музеї зберігаються документи, фотографії, нагороди та інші відзнаки різних років, експонати раритетного та сучасного обладнання, які демонструють розвиток електроенергетики краю. |            |
| Музей «Герої Дніпра»                                                                                             | вул. Національної гвардії, 14д | Музей відкритий 2 серпня 1966 року, як музей бойової слави сформованої на початку серпня 1941 року в районі Ніжина 38-ї загальновійськової армії. Експозиція музею займає 640 м², а експонатний фонд нараховує понад 4 тисячі одиниць. На стендах, подіумах, у вітринах розміщено тисячі експонатів періоду Другої світової війни: Бойові Знамена частин, зброя, нагороди, особисті речі, документи, фотографії, листи з фронту, предмети спорядження і побуту бійців і командирів.                                |            |
| Музей історії технічного університету нафти і газу                                                               | вул. Карпатська, 15 | |            |
| Музей охорони здоров'я на Прикарпатті                                                                            | вул. Галицька, 2 | |            |
| Івано-Франківський музей історії Державтоінспекції                                                               | вул. Юності, 23 | |            |
| Музей споживчої кооперації Івано-Франківщини                                                                     | вул. Бандери, 79 | |            |
| Музей історії ПТУ №18                                                                                            | вул. Гастелло, 43 | |            |
| Івано-Франківський музей технічної творчості                                                                     | вул. Фучика, 35 | |            |
| Музей історії ВАТ «Автоливмаш»                                                                                   | вул. Юності, 18 | |            |
| Музей Дениса Січинського                                                                                         | вул. Січових стрільців, 44б | |            |
| Івано-Франківський музей історії медучилища                                                                      | вул. Мазепи, 165 | |            |
| Народний пожежно-технічний музей управління державної пожежної охорони УМВС України в Івано-Франківській області | вул. І. Франка, 6 | |            |

## Болехів
| Назва                                             | Місцезнаходження          | Короткий опис | Зображення |
| ------------------------------------------------- | ------------------------- | --- | ---------- |
| Музей історії міста Болехова імені Романа Скворія | вул. Січових стрільців, 9 | Заснований 28 листопада 1967 року краєзнавцем, ентузіастом Романом Теодоровичем Скворієм. Розміщений у шести залах. |            |
| Музей Наталії Кобринської                         | вул. Січових стрільців, 9 | |            |

## Верховинський район
| Назва                                                                         | Місцезнаходження                                              | Короткий опис | Зображення |
| ----------------------------------------------------------------------------- | ------------------------------------------------------------- | --- | ---------- |
| Музей гуцульського побуту, етнографії та музичних інструментів Романа Кумлика | Верховина, вул. І. Франка, 35                                 | Приватний музей Романа Кумлика міститься у його власному будинку і організований на початку 2000-х років. Матеріали збиралися протягом тридцяти років — предмети побуту, давній гуцульський одяг, знаряддя праці, грошові знаки різних часів та багато іншого, що дає уявлення про життя гуцулів. Предметом особливої гордості господаря є колекція музичних інструментів. |            |
| Хата-музей кінофільму «Тіні забутих предків»                                  | Верховина, присілок Глифа                                     | Заснований у 2000 році. Основні напрями діяльності: перегляд стрічки та ознайомлення з історією знімання кінофільму «Тіні забутих предків». В музеї діють такі експозиції: з життя та творчості видатних людей; з побуту та етнографії; з історико-архітектурної спадщини. У цьому будинку під час зйомок кінофільму жив режисер фільму Сергій Параджанов. |            |
| Регіональний історико-краєзнавчий музей Гуцульщини                            | Верховина, вул. І. Франка, 5                                  | Основні напрями музею: поповнення фондів; науково-видавнича та екскурсійно-пошукова діяльність. Профіль музею: краєзнавчий. |            |
| Музей Михайла Грушевського                                                    | Криворівня                                                    | Музей-садиба знаходиться на присілку, де ще до початку Першої світової війни мав свою віллу Михайло Грушевський. Вілла не збереглася — згоріла в 1917 році. У 2003 році будинок був відтворений. У музеї представлено біографічні документи та світлини Михайла Грушевського, етнографічну збірку, предмети побуту початку XX століття. |            |
| Літературно-меморіальний музей Івана Франка                                   | Криворівня                                                    | Музей розміщений у колишньому будинку Василя Якіб'юка, в якому з 1906 по 1914 рік часто перебував Іван Франко. Експозиція музею розташована в п'яти кімнатах. У музеї зберігаються меморіальні речі, якими користувався Франко. |            |
| Музей села Криворівня                                                         | Криворівня, Криворівнянська середня школа ім. М. Грушевського | Створений у 1965 році. Основний профіль: історичний та краєзнавчий. Історія гуцульського села, життя та побут жителів Гуцульщини — основні напрями діяльності музею. Фонди музею налічують понад 100 експонатів. |            |
| Музей гуцульської вишивки                                                     | с. Зелене Підугорське                                         | Музей заснований в 2006 році. Тут можна оглянути картини, дізнатись як саме створюється гуцульська вишивка. В музеї діють експозиції з побуту та етнографії. |            |
| Музей «Хата-ґражда» гуцульської господарки                                    | Криворівня, присілок Заріччя                                  | Історико-архітектурна пам'ятка. У земельно-податкових книгах записи про цю хату від 1858 року. Наприкінці XIX — початку XX століть тут проживали Палій і Параска Харуки. Часто до Харуків приходили Іван Франко, Михайло Коцюбинський, Володимир Гнатюк, які відпочивали у Криворівні та збирали етнографічні матеріали. У 1964 році хату-ѓражду було використано під час зйомок кінофільму «Тіні забутих предків». У 1993 році споруду відреставрували і через рік у музеї експонувалися виставки: фотовиставка Ліди Сухі з Рочестера «Криворівня очима закордонних гостей», фотовиставка Василя Кобилюка «В об'єктиві Верховинщина», виставка картин з фондів музею «Мистецтво прекрасне і вічне». |            |
| Народний музей Гуцульського театру Г. М. Хоткевича                            | Красноїлля                                                    | Музей роташований в будинку, де в 1908–1912 роки працював з першим Гуцульським театром український письменник і громадський діяч Гнат Мартинович Хоткевич. |            |
| Меморіальна кімната Онуфрія Манчука                                           | Красник, вул. І. Франка, 37                                   | Музей заснований в 1998 році. Основні напрями діяльності музею: збір старовинних матеріалів; вивчення етнографії рідного краю; пошуково-краєзнавча робота. В музеї діють такі експозиції: з життя та творчості видатних людей; з побуту та етнографії. |            |
| Музей-школа імені Теофіла Кисілевського                                       | Ільці, присілок Центр                                         | Музей заснований в 2000 році. Основні напрями діяльності музею: пропаганда історико-культурної спадщини та збереження історико-культурних цінностей. Профіль музею: історичний, краєзнавчий. Музей організовує виставки, експозиції, надає консультації, та екскурсійну діяльність. |            |
| Музей «Гуцульщина»                                                            | Яблуниця, Будинок культури                                    | Розміщений музей в трьох кімнатах на другому поверсі. В першій кімнаті розміщені експозиційні куточки: Історія і нарід Гуцульщини, Друга світова війна, Ще наша славна і гірка доля, Люби і знай свій рідний край, Дружба між музеєм та студентами інституту архітектури міста Лодзь (Польща). В другій кімнаті знаходяться предмети побуту домашнього вжитку, інструменти столярні, різні верстати для виготовлення одягу лляного та вовняного походження, мініатюрні: хата-ѓражда, колиба, давня хатинка проста, домашні каплички, куточок народної кіностудії «Полонина». Третя кімната відображає інтер'єр гуцульської обителі з різним одягом, предметами кухні, давні столи, скриню, музичні інструменти, старовинні ікони та багато інших предметів, невеличка бібліотека давньої та сучасної літератури. |            |

## Галицький район
| Назва                                                                          | Місцезнаходження             | Короткий опис | Зображення |
| ------------------------------------------------------------------------------ | ---------------------------- | --- | ---------- |
| Музей «Природа Землі Галицької»                                                | Галич, вул. Галич-Гора,1     | Відкритий в 2004 році. У 2006 році музей був переміщений до головної садиби Галицького національного природного парку. Експозиція представлена у трьох залах загальною площею 80 м². |            |
| Музей караїмської історії та культури Національного заповідника «Давній Галич» | Галич, майдан Різдва, 33     | Експозиція музею розміщується у двох залах з різним тематичним спрямуванням. Перший зал знайомить з релігійними традиціями караїмів. Тут представлено релігійні книги, культові та обрядові речі. У другому залі за посередництвом документів, фотографій та періодичних видань відбувається знайомство з історією караїмської громади Галича у XX столітті. |            |
| Музей «Берегиня»                                                               | Бурштин, вул. Коновальця, 2  | Зареєстрований на початку 2000 року. 4 грудня 2001 року відкрито нову експозицію музею яка складається з етнографічних та археологічних експонатів. Серед колекції вишиванок багато опільських візерунків. Окрасою музею є міні-експозиція: українська діаспора першої чверті 20 століття, церковний куточок, колекція писанок, скрині тощо. В музеї обладнана опільська кімната і комора. Ці приміщення наповнені знаряддями праці, речами побуту, меблями, вишиванками. |            |
| Музей історії Бурштинської ТЕС                                                 | Бурштин, вул. С. Бандери, 60 | |            |
| Музей визвольних змагань Галицького району                                     | Бурштин, вул. Міцкевича, 47  | В музеї знаходяться зібрані матеріали про події Другої світової війни на території краю, видатні постаті, роботу місцевої інтелігенції тих часів. Є понад 300 фотографій, зброя, макети криївок, архівні документи, карти бойових дій. |            |
| Музей народної архітектури та побуту Прикарпаття                               | Крилос                       | Музей просто неба. Знайомить відвідувачів з архітектурою і побутом жителів Прикарпаття кінця XVII — початку XX століття. На площі 4,5 га нині знаходяться «мікросела» чотирьох етнографічних районів Прикарпаття: Покуття, Гуцульщини, Бойківщини та Опілля. |            |
| Музей історії давнього Галича                                                  | Крилос                       | У музеї представлено археологічні знахідки, виявлені під час досліджень Крилоського городища та його довкілля. Експозиція музею ілюструє долітописний та княжий період історії давнього Галича. Серед експозиційних колекцій чільне місце займає зброя, ювелірні вироби галицьких ремісників, керамічні плитки, архітектурні деталі з фресками з Успенського собору. Постійно функціонує виставкова зала музею.                                                           |            |
| Краєзнавчий музей села Дем'янів                                                | Дем'янів, вул. Шкільна       | Музей створений у 1984 році. У його фондах зберігається близько 700 експонатів. В експозиції є сім експозиційних розділів за темами: «Флора і наука краю»; «Село в сиву давнину»; «Минуле і теперішнє села»; «Вони боролися за волю і кращу долю України»; «Велетень Прикарпаття»; «Ними гордиться наше село»; «Борці за волю України». |            |

## Городенківський район
| Назва                                                                    | Місцезнаходження                          | Короткий опис | Зображення |
| ------------------------------------------------------------------------ | ----------------------------------------- | --- | ---------- |
| Музей «Борцям за волю України»                                           | Городенка, вул. Богуна, 9                 | Музей відкрито 14 жовтня 2002 року. Засновник музею — Струк Михайло Іванович, учасник бойових дій ОУН— УПА. У 2000 році, в День Перемоги, Михайло Струк побачив, як місцеві мешканці вшановували пам'ять воїнів УПА, загиблих на фронтах радянсько-німецької війни, в катівнях КДБ, в Сибіру; і це спонукало пана Струка до ідеї створення музею «Борцям за волю України». Найперше він домовився про кімнату, в якій можна було розмістити експонати. Потім почав збір фотографій та інших матеріалів для музею. |            |
| Літературно-меморіальний музей Леся Мартовича                            | с. Торговиця                              | Музей Леся Мартовича засновано до 100-річчя з дня народження письменника (12 лютого 1971 року). В експозиції представлені макет хати, в якій народився письменник, селянський одяг його батьків. Численні фотографії, особисті речі родичів письменника, спогади односельчан розповідають про дитинство Л. Мартовича. |            |
| Історико-краєзнавчий музей села Кунисівці                                | Кунисівці, вул. Грушевського, 17          | Історико-краєзнавчий музей знаходиться у приміщенні Кунисівської ЗОШ І-ІІ ступенів. Заснований колишнім директором школи Морозом Василем Петровичем у 1990 році на основі краєзнавчого матеріалу. Музей працює на добровільних засадах і обслуговується вчителями та учнями школи. Загальна площа музею — 30 м². Експозиції поділяють на такі розділи: Наш край в давнину; Київська Русь; Галицько-Волинське князівство; Національно-визвольний рух; Етнографія; Тваринний світ.                                  |            |
| Музей «Борцям за волю України»                                           | Копачинці, вул. Вільна Україна            | Заснований музей у 2002 році. Профіль музею — історичний та краєзнавчий. Тут діють такі експозиції: з історико-архітектурної спадщини; з визвольної боротьби українського народу. |            |
| Історико-краєзнавчий музей смт Чернелиця                                 | Чернелиця, вул. Незалежності, 14          | Заснований музей у 1956 році. Основні напрями діяльності: навчальний; виховний; дослідницький. Профіль музею — історичний, краєзнавчий. |            |
| Кімната-музей села Чернятин при бібліотеці-філіалі                       | с. Чернятин, вул. Шевченка, 1             | Заснований музей у 2006 році. Основні напрями діяльності: зберігання старовини; ознайомлення відвідувачів з історією села Чернятин. Профіль музею: краєзнавчий. |            |
| Музей історії села Тишківців та визвольних змагань імені Романа Шухевича | Тишківці, сільрада, вул. Незалежності, 12 | Невелика експозиція, розміщена у Народному домі, розповідає про історію села, родину Шухевичів, діяльність «Просвіти», а також про тяжкі часи — депортації та репресії. Діючі експозиції музею: з життя та творчості видатних людей; з побуту та етнографії; з визвольної боротьби українського народу. |            |
| Музей історії села Ясенів-Пільний                                        | Ясенів-Пільний                            | |            |

## Долинський район
| Назва                                                                  | Місцезнаходження              | Короткий опис | Зображення |
| ---------------------------------------------------------------------- | ----------------------------- | --- | ---------- |
| Долинський краєзнавчий музей Тетяни і Омеляна Антоновичів «Бойківщина» | Долина, вул. Чорновола, 2а    | Заснований згідно з рішенням місцевої ради народних депутатів від 23 грудня 1997 року. Являє собою зібрання матеріалів і предметів з етнографії та культури Бойківщини. |            |
| Музей історії нафтової Долини                                          | Долина, пр. Незалежності, 6   | |            |
| Музей історії села Новошин                                             | Новошин, вул. Фрасуляка       | Музей історії села при Новошинській загальноосвітній школі відкрито у 1990 році. Профіль музею — побут і культура села. Загальна кількість експонатів за книгою фондів 130. Музей займає одну кімнату. В експозиції нараховується чотири експозиційних розділів по темах: «Національний одяг»; «Куток Берегиня»; «Хатина мого дідуся»; «Народна медицина». |            |
| Музей Івана Франка в селі Лолин                                        | Лолин                         | Експозиції музею розповідають про зустрічі молодого гімназиста Івана Франка з чарівною і освіченою донькою місцевого пароха, про його творчість в царині національної культури, літератури, публіцистики. Тут збережені бойківські хатні старожитності, музичні інструменти, давні одяг і взуття. |            |
| Музей історії села Шевченкове                                          | Шевченкове, вул. Шевченка, 15 | Музей створено при Шевченківський ЗОШ І—III ступенів в 1998 році. Для музею виділено окрему кімнату площею 54 м². Тут зібрані експонати старовини, знаряддя праці, зразки старовинної вишивки, бойківський одяг. На стендах висвітлено історію села в різних її періодах. |            |
| Краєзнавчий музей села Кропивник                                       | Кропивник, вул. Шевченка, 69  | Музей при Кропивницькій загальноосвітній школі І—II ступенів імені М. Ф. Тимочка відкрито в 2000 році. Музейна кімната поділена на 7 експозиційних розділів: «Село за обрієм віків»; «Село під владою Австрії та Польщі»; «Село породили таланти»; «Академік з Прикарпаття: До вершини науки. Творчий доробок вченого. Світ його захоплень»; «Село в післявоєнний період»; «Педагог і борець (розділ присвячений борцеві за волю України Квецку Д. М.)»; «Село сьогодні». |            |
| Краєзнавчий музей імені З. Красівського                                | Витвиця                       | |            |
| Музей бойківської вишивки та етнографії                                | Вигода, вул. Фрунзе, 11       | |            |

## Калуський район
| Назва                                       | Місцезнаходження | Короткий опис                                                                                        | Зображення |
| ------------------------------------------- | ---------------- | --- | ---------- |
| Історико-меморіальний музей Степана Бандери | Старий Угринів   | Розташовано на подвір'ї Староугринівського парохіального маєтку, збудованого на межі XIX—XX століть. |            |

## Калуш
| Назва                                  | Місцезнаходження           | Короткий опис | Зображення |
| -------------------------------------- | -------------------------- | --- | ---------- |
| Музей Калущини                         | вул. Шевченка, 5           | Музей заснований у 1997 році. Основні напрями діяльності: дослідження історії міста Калуша та регіону а також заняття з музейної педагогіки. Профіль музею: краєзнавчий. |            |
| Музей–оселя родини Івана Франка        | вул. Івано-Франківська, 22 | Музей відкрито у 1992 році. Відкрито чотири кімнати. Перша розповідає про життєвий і творчий шлях І. Франка: фото дитячих років, студентського періоду життя, похилих літ Каменяра. Друга містить матеріали про родину Онуфрія Франка у Підгірках і куток священика, поета і просвітницького діяча Антіна Могильницького. Третя кімната — «Франкова світлиця». Остання кімната називається «Іван Франко і Смольський». Тут виставлені картини митця. |            |
| Етнографічний музей-скарбниця Калущини | вул. Б. Хмельницького, 76  | |            |
| Калуський музей історії трудової слави | вул. Чорновола, 34         | |            |

## Коломийський район
| Назва                                     | Місцезнаходження                | Короткий опис | Зображення |
| ----------------------------------------- | ------------------------------- | --- | ---------- |
| Історико-краєзнавчий музей Олекси Довбуша | Печеніжин, вул. Незалежності, 9 | З 2004 року музей розміщено в чотирьох кімнатах колишнього будинку побуту селища. Експозиція музею висвітлює історію селища від найдавніших часів до наших днів. Зібрано багато предметів побуту, знарядь, якими користувались наші предки у повсякденному житті, предмети одягу тощо. Експонати і стенди, копії картин та скульптур окремої, найбільшої кімнати присвячені висвітленню теми «Опришківство. Олекса Довбуш — найвідоміший опришківський ватажок». |            |
| Громадський музей села Вербіж             | Верхній Вербіж, вул. Шевченка   | |            |
| Літературний музей імені Мирослава Ірчана | П'ядики, вул. М. Ірчана         | Музей створений у 1962 році. Налічує 114 оригінальних експонатів. Приміщення музею складається з трьох кімнат. Серед експонатів музею особливої уваги заслуговують літературні видання «Бунтар» та «Ціна крові», автором і перекладачем яких є сам Мирослав Ірчан, фотографії, які відображають життєвий шлях Мирослава Ірчана. |            |
| Краєзнавчий музей імені Леся Гринюка      | Воскресинці, вул. Шевченка      | Основні напрями діяльності музею: краєзнавчий, літературний. В музеї діють такі експозиції: з життя та творчості видатних людей; з побуту та етнографії; з визвольної боротьби українського народу. |            |
| Краєзнавчий музей флори і фауни Карпат    | Княждвір                        | Розташований на території Княждвірського заказника. Розповідає про історію краю, породи рідкісних і зникаючих тварин, птахів та рослин Прикарпаття. Є цікаві і різноманітні колекції рідкісних комах, зразків деревно-чагарникових порід, корисних копалин, експозиція «Витвори природи». |            |

## Коломия
| Назва                                                                                    | Місцезнаходження      | Короткий опис | Зображення |
| ---------------------------------------------------------------------------------------- | --------------------- | --- | ---------- |
| Музей історії міста Коломиї                                                              | вул. Шухевича, 80     | У 18 експозиційних залах та фондових і службових приміщеннях представлена історія Коломиї в фотографіях, документах, меморіальних речах і речах побуту городян, понад 20 тисяч одиниць збереження. Від першої літописної згадки 1241 року і до сьогодення.                                 |            |
| Музей «Писанка»                                                                          | пр. Чорновола, 43 б   | Єдина у світі культурна установа, збудована у вересні 2000 року спеціально для збереження і експонування творів писанкового розпису — писанок. |            |
| Національний музей народного мистецтва Гуцульщини та Покуття імені Йосафата Кобринського | вул. Театральна, 25   | Заснований у 1926 році. Розміщений у центральній частині міста Коломиї, в колишньому Народному домі. Колекційні збірки нараховують понад 50 000 збереження і представляють всі види традиційного народного мистецтва гуцулів та покутян, починаючи з XVII століття до сьогоднішнього часу. |            |
| Музей старовинного Покуття «Просвіта»                                                    | вул. Мазепи, 88а      | Заснований у 1987 році. Профілі музею: історичний, природознавчий, краєзнавчий, художній. В музеї знаходиться приватна колекція старожитностей Покуття: нумізматика, боністика, одяг, побутове, військове знаряддя та багата іншого.                                                       |            |
| Літературний музей Тараса Шевченка                                                       | вул. Грушевського, 64 | |            |
| Музей А. Й. Кос-Анатольського                                                            | вул. Театральна, 48   | |            |

## Косівський район
| Назва                                                                             | Місцезнаходження                | Короткий опис | Зображення |
| --------------------------------------------------------------------------------- | ------------------------------- | --- | ---------- |
| Музей народного мистецтва і побуту Гуцульщини                                     | Косів, пл. Незалежності, 101    | Відділ Коломийського музею народного мистецтва Гуцульщини та Покуття імені Й. Кобринського. Відкритий у 1969 році. В основу музею була закладена збірка творів народного мистецтва Є. Я. Сагайдачного. Розташований в будинку, пам'ятці архітектури (XIX—XX століть), який з самого початку належав єврейській громаді (так званий рабинів мур). |            |
| Косівський музей визвольних змагань Прикарпатського краю                          | Косів, вул. Незалежності,55     | Створено 11 березня 1999 року. Експозиція із застосуванням спецефектів світла та озвучення подає інформацію про історичні події в Україні, на Гуцульщині та Косівщині з 1920 року: відродження українства, друга світова війна, армія УПА, репресії мирного населення та визвольна боротьба до 1954 року. Загальний фонд музею становить 1440 експонатів, бібліотечний — 569. |            |
| Домашній музей жіночих прикрас                                                    | Косів, вул. Стефурака, 11       | Колекцію збирали 32 роки. Вона складається з таких розділів: прикраси з пацьорок (бісеру); з шкіри; з дерева; з металу. |            |
| Музей народної творчості Михайла Струтинського                                    | Косів, вул. Тиха, 1а            | Розміщений у школі мистецтв і займає два великі зали та коридор. Експозиція представлена великою кількістю робіт народних майстрів Гуцульщини, Покуття, Поділля та Буковини — старовинні ікони, предмети сакрального мистецтва, вишивка, живопис, кераміка, народний одяг, ткацтво та багато іншого. |            |
| Музей родини Малявських                                                           | Косів, вул. Тиха, 1             | |            |
| Музей прикладного мистецтва Косівського Державного Інституту імені Василя Касіяна | Косів, вул. А. Міцкевича, 2     | |            |
| Косівський музей «Бойової і трудової слави»                                       | Косів, вул. Девдюни, 8б         | |            |
| Приватний музей гуцульського мистецтва родини Корнелюків                          | Косів, вул. Гоголя, 26          | Експозиція музею, що розміщена у приватному будинку, містить колекцію гуцульських головних уборів, вишитих рушників, ґерданів, керамічних тарелів, топірців, шкіряних сумок, предметів побуту. |            |
| Музей Довбуша                                                                     | Космач, вул. Довбуша, 17        | Приватна колекція Михайла Дідишина. |            |
| Історико-краєзнавчий музей села Космач                                            | Космач, вул. Т. Шевченка, 48    | Експозиція розміщена в трьох кімнатах. В першій кімнаті матеріали з давньої історії села Космач. У другій кімнаті розміщена експозиція присвячена життю та діяльності Патріарха Володимира. В третій кімнаті розміщена експозиція космацького одягу, ткацтва, колекція писанок, предметів побуту. |            |
| Музей історії села Нижній Березів                                                 | Нижній Березів                  | |            |
| Музей народного мистецтва Гуцульщини                                              | Яворів                          | Музей розміщений на третьому поверсі школи. Це одна кімната площею 36 м². Загальна кількість експонатів — 255 основного фонду. Профіль музею — мистецький. |            |
| Меморіальний музей-садиба Марка Черемшини                                         | Кобаки, вул. Марка Черемшини, 1 | |            |
| Музей «Лісова скульптура»                                                         | Яблунів, вул. Черемшини, 57     | |            |
| Кутський краєзнавчий музей                                                        | Кути, Вічевий майдан            | Музей розмістився у вивільненому шкільному приміщенні і займає п'ять кімнат з такими експозиціями: «Вироби з лози, дерева, та кераміка (XIX—XX століть)»; «Знаряддя та предмети праці»; «Зразки одягу із сукна та полотна»; «Експонати з історії освіти та культури України — книги німецькою, російською, польською, українською мовами, видання 20—30 років XX століття»; «Фотографії, листівки, грошові знаки, документи, матеріали до експозиції — тисячоліття хрещення Русі — України, до історії ОУН—УПА, Січових стрільців» тощо. |            |
| Домашній музей родини Девдюків                                                    | Старий Косів                    | |            |
| Меморіальний музей-садиба Патріарха УПЦ КП Володимира (Василя Романюка)           | Химчин, присілок Гвізд          | |            |
| Художньо-літературний музей сім'ї Боруків «Гуцульська старовина і сучасність»     | Рожнів                          | |            |

## Надвірнянський район
| Назва                                                 | Місцезнаходження                           | Короткий опис | Зображення |
| ----------------------------------------------------- | ------------------------------------------ | --- | ---------- |
| Музей історії Надвірнянщини                           | Надвірна, вул. Шевченка, 43                | Створений історико-просвітницьким товариством «Меморіал» у 1995 році з метою відтворення історичної правди про героїчну боротьбу українського народу за свою незалежність у 40—50 роках XX століття на території Надвірнянщини. Експозиція музею розміщена у чотирнадцяти залах — на двох поверхах та у підвалі приміщення, яке було каральною установою поневолювачів краю.                                                      |            |
| Музей «Гуцульська світлиця»                           | Надвірна, вул. І. Мазепи, 23               | |            |
| Музей визвольних змагань Надвірнянщини                | Надвірна, вул. Шевченка, 1                 | |            |
| Музей Марійки Підгірянки                              | Білі Ослави, вул. Марійки Підгірянки, 279а | Створений в 1996 року на вшанування української дитячої поетеси Марійки Підгірянки, яка народилася в селі. Загальна кількість фондів музею: 850, в тому числі кількість експонатів в експозиціях — 600. Музей розміщений в трьох великих кімнатах будинку-резиденції священика. В музеї зберігаються прижиттєві твори письменниці та її меморіальні речі.                                                                         |            |
| Музей Марка Черемшини                                 | Делятин, вул. 16 липня, 247                | |            |
| Кімната історичної спадщини Надвірної (середньовіччя) | Надвірна, вул І. Франка, 2а                | Музейна кімната створена в підземеллі районної станції юних техніків. Тут відтворено бойові та геральдичні щити, корогви земель, середньовічна зброя (мечі, сокири, луки). Можна доторкнутись до кольчужних та латних обладунків. А також ознайомитись з хронологією подій в середньовічній Надвірні (фоторяд свілин). http://nadvirnasut.at.ua/publ/den_vidkritikh_dverej/1-1-0-14 [Архівовано 7 квітня 2022 у Wayback Machine.] |            |
| Музей охорони природи                                 | Делятин, вул. 16 липня, 36                 | |            |

## Рожнятівський район
| Назва                                                    | Місцезнаходження                 | Короткий опис | Зображення |
| -------------------------------------------------------- | -------------------------------- | --- | ---------- |
| Рожнятівський краєзнавчий музей «Бойківщина»             | Рожнятів, вул. Січових стрільців | Музей відкрито в 2004 році. Розташований у старовинному будинку, який побудував на початку 20 століття український граф Думка. Понад 400 пам'яток матеріальної і духовної культури Рожнятівщини знайомлять відвідувачів з історією району від 2—5 століття нашої ери і по сьогодення. |            |
| Музей Івана Вагилевича                                   | с. Ясень                         | Музей розташований у будинку, що колись належав родині Івана Вагилевича. У п'яти кімнатах розміщено понад тисячу експонатів. Це в основному друковані видання, документальні матеріали, які передала музеєві Львівська наукова бібліотека імені В. Стефаника, предмети побуту і гончарні вироби, одяг, взуття, якими користувалася колись родина Вагилевичів та жителі рідного села письменика. |            |
| Кімната-музей Володимира Івасюка                         | Брошнів-Осада, вул. 22 Січня, 49 | Відкрито кімнату-музей в 2000 році. Серед експонатів — рукописні збірки пісень Володимира Івасюка і вірші, спогади батька, сестри про композитора, а також спогади його сучасників — Назарія Яремчука, Василя Зінкевича, Людмили Пахмутової, Ростислава Братуня, Романа Кудлика. |            |
| Історико-краєзнавчий музей культури та побуту Бойківщини | Цінева                           | Музей відкрито в 1976 році. У п'яти залах музею зібрано понад п'ять тисяч пам'яток матеріальної та духовної культури. Це документи історії та археології, нумізматичні колекції, предмети ремесла і побуту. |            |
| Кімната-музей Героїв ОУН-УПА                             | Брошнів-Осада, вул. 22 Січня     | В музеї зібрано більше, як 500 експонатів. Це в основному оригінальні та фотоматеріали, книги, періодичні видання, що розповідають про повстанський рух на Рожнятівщині та на Прикарпатті у воєнний та післявоєнний період в загонах ОУН-УПА під проводом Степана Бандери; одяг, предмети побуту, якими користувалися повстанці, збірки пісень тих років, тюремна вишивка.                      |            |

## Снятинський район
| Назва                                                      | Місцезнаходження                                         | Короткий опис | Зображення |
| ---------------------------------------------------------- | -------------------------------------------------------- | --- | ---------- |
| Русівський літературно-меморіальний музей Василя Стефаника | с. Русів, вул. Т. Мигаля, 2.                             | Музейна експозиція, присвячена життю і творчості класика української новели Василя Стефаника, знаходиться у меморіальному будинку письменника. |            |
| Літературно-меморіальний музей Марка Черемшини             | Снятин, вул. Шевченка, 101                               | Музей відкритий 17 липня 1949 року в будинку, де в 1912–1927 роках проживав Марко Черемшина. Організатором і незмінним директором музею впродовж 25 років була дружина письменника — Наталія Семанюк. У восьми експозиційних кімнатах зберігаються особисті речі і книги письменника, його фотографії, статті і прижиттєві видання його творів. Фонди музею нараховують близько 4 000 експонатів. З 1999 року при музеї діє Творчий клуб імені Марка Черемшини. |            |
| Художньо-меморіальний музей Василя Касіяна                 | Снятин, вул. Воєводи Коснятина, 48-А                     | Музей відкрито у 1982 році. Експозиція розміщена в п‘яти кімнатах, в двох відображено творчий шлях митця, а в інших трьох виставкових залах розміщені графічні твори Василя Касіяна та його учнів-наслідників. |            |
| Музей визвольних змагань імені Василя Андрусяка            | Снятин, вул. Шевченка, 70                                | В приміщенні музею є три відділи: Кирило Трильовський — засновник першої січі в Галичині у 1900 р. в селі Завалля; Дорога до безсмертя Євгенії Андрусяк (дружини полковника ОУН-УПА); Фотографії командирів УПА Чорного лісу та інших повстанців української повстанської армії. |            |
| Музей культури і книги Покуття                             | Снятин, вул. Шевченка, 70                                | Відкрито 18 грудня 2012 року. Профіль музею — літературно-краєзнавчий. Знаходиться на першому поверсі міської ратуші. В основу музею покладено популяризацію книг і діяльності семи видавництв України (Київ, Львів, Снятин), які очолюють вихідці із Снятинщини. В експозиції такі розділи: Снятин і українське друкарство; минуле і сучасне у видавничій та друкованій продукції; снятинці — очільники видавничої справи в Україні; багатоетнічне місто; музеї у просторі міста; гордість району — лауреати Шевченківської премії; Володимир Хронович — перший член Спілки письменників України; Покуття літературне. |            |
| Музей-кімната «Мамина Світлиця»                            | Снятин, вул. Шевченка, 9, гуртожиток аграрного технікуму | В музеї розташовано макет покутської хати, побутові речі та одяг місцевих жителів. |            |
| Музей-бібліотека Михайла Бажанського                       | Снятин, вул. Шевченка, 70                                | Музей створено 6 лютого 2000 року, в честь 90 річчя від дня народження М. Бажанського. Музей-бібліотека знаходиться в одній із кімнат міської ратуші, де знаходяться рукописи письменника, особисті речі, газети та журнали де друкувався письменник. |            |
| Музей-кімната Назарія Яремчука                             | Снятин, вул. Шевченка, 9, гуртожиток аграрного технікуму | В музеї знаходяться особисті речі Назарія Яремчука, книги з піснями виконавця, газети, афіші та фотографії з життя Назарія Яремчука. Всього понад 120 фотознімків. |            |
| Музей Наталі Кобринської                                   | с. Белелуя, школа                                        | |            |
| Літературно-меморіальний музей Івана Федорака              | с. Русів, вул. Мигаля, 10                                | В музеї зібрано оригінальні матеріали, добуті з архівів документи, які передав до музею зять Федорака — Михайло Балан. Є екземпляри повістей, що були видані у Львові в 30-х роках XX століття: «Безіменні плугатирі», «Танок смерті» з дарчим підписом видавця Івана Тиктора. Також тут знаходяться рукописи повісті «Весняний гамір» та спогадів «Мій шлях». |            |
| Музей «Покутська хата»                                     | Троїця, вул. Перемоги                                    | Експозиції розташовані в двох кімнатах, де розміщені власні речі колишнього господаря, а також предмети побуту мешканців села Троїця та навколишніх сіл, якими користувалися в минулому місцеві жителі. |            |
| Музей визвольних змагань Покутського краю                  | Заболотів, вул. Грушевського, 25                         | Профіль музею — історичний. Діючі експозиції: з побуту та етнографії, з визвольної боротьби українського народу. |            |
| Музей історії села Іллінці                                 | с. Іллінці, вул. Шкільна, 1                              | Музей організований групою вчителів-ентузіастів місцевої школи на чолі з вчителем хімії Романом Ризиком у 1992 році. |            |
| Заболотівський краєзнавчий музей                           | Заболотів, вул. Грушевського                             | |            |
| Стецівський краєзнавчий музей                              | Стецева                                                  | |            |

## Тисменицький район
| Назва                                                 | Місцезнаходження                    | Короткий опис | Зображення |
| ----------------------------------------------------- | ----------------------------------- | --- | ---------- |
| Музей історії міста Тисмениці імені Степана Гаврилюка | Тисмениця, вул. Костя Левицького, 4 | Музей було відкрито в 1996 році на базі Музею кушнірства, що діяв при "Хутрофірмі «Тисмениця». Експозиція розміщена в двох залах: «Давня Тисмениця», «Кушнірство», а також в музеї є свій виставковий зал. |            |
| Народний краєзнавчий музей імені Юліана Целевича      | Павлівка, вул. Когуча, 4            | Музей імені Ю. Целевича розміщений в 3-х кімнатах. Має 5 відділів: «З історії села Павлівки»; «Вони боролися за волю України»; «Громадська, наукова і педагогічна діяльність Ю. Целевича»; «Мистецтво і побут павлівчан»; «Павлівчани в помаранчевій революції». В музеї представлені експонати доби неоліту, трипільської та комарівської культур, речові, писемні джерела, а також спогади старожилів. |            |
| Музей «Краєзнавець»                                   | Слобідка, вул. Незалежності         | Профіль музею: краєзнавчий. Основні напрями діяльності музею: збір краєзнавчого матеріалу та наукове обґрунтування від кам'яної доби до сьогодення. |            |
| Музей трудової слави цементно-шиферного комбінату     | Ямниця                              | |            |

## Яремчанська міська рада
| Назва                                          | Місцезнаходження                    | Короткий опис | Зображення |
| ---------------------------------------------- | ----------------------------------- | --- | ---------- |
| Карпатський крайовий музей визвольних змагань  | Яремче, вул. Свободи, 269           | Музей засновано 1963 року і тоді він називався музеєм Партизанської слави. В музеї представлено етапи історичного процесу Яремчанщини, інформація і про опришківський рух, історію українського січового стрілецтва, створення ОУН та діяльність УПА. Розповідається про дивізію СС «Галичина» і діяльність партизан під проводом С. А. Ковпака та С. В. Руднєва у Карпатах. |            |
| Музей екології та етнографії Карпатського краю | Яремче, вул. Свободи, 269           | Основний профіль — народне мистецтво гуцулів XVII—XX століть. Колекцію музею становлять експонати, які представляють цінні та рідкісні твори народного мистецтва Гуцульського регіону Західної України. |            |
| Музей імені Митрополита Андрея Шептицького     | Яремче, вул. Кам'янка               | |            |
| Історико-краєзнавчий музей селища Ворохти      | Ворохта, вул. Данила Галицького, 76 | Музей розкриває процеси виникнення поселення, опришківський рух на околицях Ворохти, релігійне життя. Один з розділів постійнодіючої експозиції присвячено життю й діяльності забутого міністра ЗУНР та УНР, тестя Є. Коновальця та А. Мельника Степана Федака та його родини, висвітлюється їх зв'язок з Ворохтою. Також подано матеріали про розвиток лісової промисловості, спорту і туристичних послуг, санаторних закладів, біографії керівників селища, відомих вчителів школи та видатних уродженців Ворохти тощо. |            |